# Gregory Taik Maung
Gregory Taik Maung (ur. 19 grudnia 1946 w Ngayokkon) – birmański duchowny rzymskokatolicki, w latach 1985-2010 biskup pomocniczy Pyay.

## Życiorys
Święcenia kapłańskie przyjął 15 marca 1975. 8 listopada 1984 został prekonizowany biskupem pomocniczym Prome (dawna nazwa diecezji Pyay) ze stolicą tytularną Bocconia. Sakrę biskupią otrzymał 1 listopada 1985. 16 lipca 2010 przeszedł na emeryturę.